# Затон-Восточный
Зато́н-Восто́чный(баш. Затон-Көнсығыш) — микрорайон Ленинского района города Уфы, в жилом районе Затоне. Район состоит из частных домов. На его территории находится посёлок Сафроновский.